# Drilaster ruficollis
Drilaster ruficollis là một loài bọ cánh cứng trong họ Đom đóm (Lampyridae). Loài này được Kawashima, Satou & Satô miêu tả khoa học năm 2005.